# Толмачов Марк Володимирович
Марк Володимирович Толмачов (* 30 червня 1933, Горький, РРФСР, СРСР) — радянський український кіноактор, кінорежисер науково-популярного, документального та ігрового кіно.

## Життєпис
Народився в родині службовця. Закінчив режисерський факультет Всесоюзного державного інституту кінематографії (1965).
З 1965 р. — режисер Одеської кіностудії художніх фільмів.
Член Національної Спілки кінематографістів України.

## Фільмографія
Другий режисер: 
- «Короткі зустрічі» (1967, у співавт.)

Режисер-постановник: 
- «Дівча з буксира» (1965, к/м)
- «Одеса—Александрія» (1967)
- «Золотий годинник» (1968)
- «Первісток колгоспного ладу» (1969, співавт. сцен.)
- «Синє небо» (1971)
- «Хлопчину звали Капітаном» (1973)
- «Мене чекають на землі» (1976)
- «Що там, за поворотом?» (1980, т/ф, 2 с)
- «Дивовижна знахідка, або Самі звичайні чудеса» (1986) та ін.

Актор (невеликі ролі та епізоди):
- «Дівча з буксира» (1965, к/м)
- «Сергій Лазо» (1967)
- «Один шанс із тисячі» (1968)
- «Якщо є вітрила» (1969)
- «Небезпечні гастролі» (1968)
- «Хвилі Чорного моря» (1975)
- «Загін особливого призначення» (1978)
- «Я — Хортиця» (1981)
- «Розбіг» (1982)
- «Зелений фургон» (1983)
- «Казки старого чарівника» (1984)
- «Дивовижна знахідка, або Самі звичайні чудеса» (1986)
- «Зміна долі» (1987)
- «Яри» (1990)